# تاخورده‌دندان
تاخورده‌دندان (نام علمی: Ptychodus) نام یک سرده از تیره تاخورده‌دندانان است.